# Società Sportiva Chieti 1973-1974
Questa voce raccoglie le informazioni riguardanti la Società Sportiva Chieti nelle competizioni ufficiali della stagione 1973-1974.

## Rosa
| N. |                   | Ruolo | Calciatore          |
| -- | ----------------- | ----- | ------------------- |
|    | Italia (bandiera) | C     | Stefano Anelli      |
|    | Italia (bandiera) | A     | Walter Berardi      |
|    | Italia (bandiera) | P     | Gabriele Cantagallo |
|    | Italia (bandiera) | D     | Giuseppe Cerone     |
|    | Italia (bandiera) | A     | Claudio Ciceri      |
|    | Italia (bandiera) | C     | Luigino Corso       |
|    | Italia (bandiera) |       | D'Alessandro        |
|    | Italia (bandiera) | D     | Felice Della Bianca |
|    | Italia (bandiera) | D     | Arturo De Petri     |
|    | Italia (bandiera) | D     | Fulvio Fellet       |
|    | Italia (bandiera) | C     | Giorgio Fossa       |

| N. |                   | Ruolo | Calciatore            |
| -- | ----------------- | ----- | --------------------- |
|    | Italia (bandiera) | C     | Luciano Frattura      |
|    | Italia (bandiera) | D     | Walter Grezzani       |
|    | Italia (bandiera) | C     | Valentino Leonarduzzi |
|    | Italia (bandiera) | C     | Luciano Mircoli       |
|    | Italia (bandiera) | C     | Tonino Natale         |
|    | Italia (bandiera) | P     | Gino Rulli            |
|    | Italia (bandiera) | C     | Roberto Scicolone     |
|    | Italia (bandiera) | C     | Ferdinando Sena       |
|    | Italia (bandiera) | A     | Marco Vastini         |
|    | Italia (bandiera) | C     | Giovanni Zanotti      |